# Darwin Ortiz
Pour les articles homonymes, voir Ortiz.
Darwin Ortiz, né le 11 décembre 1948 et mort le 13 octobre 2023, est un magicien spécialiste de la manipulation des cartes.
Ortiz est né puis a grandi à New York où dès son enfance il a montré un intérêt particulier dans la magie des cartes.
En 1974, il abandonne ses études d'avocat pour se consacrer à la magie des cartes à plein temps. À cette époque, il gagne sa vie au black jack et comme professeur à la Harry Lorayne's memory school de New York. Darwin Ortiz travaillera plus tard comme consultant dans un grand nombre de casinos aux États-Unis, Europe, Afrique et Australie et sera également présentateur pendant plusieurs années au World Gaming Congress dans le Nevada.
Darwin Ortiz est auteur de plusieurs livres sur la magie et les paris.